# Cophixalus
Genre
Synonymes
- Phrynixalus Boettger, 1895

Cophixalus est un genre  d'amphibiens de la famille des Microhylidae.

## Répartition
Les 65 espèces de ce genre se rencontrent en Nouvelle-Guinée, dans l'archipel des Moluques et dans le nord-est du Queensland en Australie.

## Liste des espèces
Selon Amphibian Species of the World (28 mars 2020) :
- Cophixalus aenigma Hoskin, 2004
- Cophixalus albolineatus Kraus, 2012
- Cophixalus amabilis Kraus, 2012
- Cophixalus ateles (Boulenger, 1898)
- Cophixalus australis Hoskin, 2012
- Cophixalus balbus Günther, 2003
- Cophixalus bewaniensis Kraus & Allison, 2000
- Cophixalus biroi (Méhely, 1901)
- Cophixalus bombiens Zweifel, 1985
- Cophixalus cateae Richards & Günther, 2019
- Cophixalus caverniphilus Kraus & Allison, 2009
- Cophixalus cheesmanae Parker, 1934
- Cophixalus clapporum Kraus, 2012
- Cophixalus concinnus Tyler, 1979
- Cophixalus crepitans Zweifel, 1985
- Cophixalus cryptotympanum Zweifel, 1956
- Cophixalus cupricarenus Kraus & Allison, 2009
- Cophixalus daymani Zweifel, 1956
- Cophixalus desticans Kraus & Allison, 2009
- Cophixalus exiguus Zweifel & Parker, 1969
- Cophixalus hannahae Richards & Günther, 2019
- Cophixalus hinchinbrookensis Hoskin, 2012
- Cophixalus hosmeri Zweifel, 1985
- Cophixalus humicola Günther, 2006
- Cophixalus infacetus Zweifel, 1985
- Cophixalus interruptus Kraus & Allison, 2009
- Cophixalus iovaorum Kraus & Allison, 2009
- Cophixalus kaindiensis Zweifel, 1979
- Cophixalus kethuk Kraus & Allison, 2009
- Cophixalus kulakula Hoskin & Aland, 2011
- Cophixalus linnaeus Kraus & Allison, 2009
- Cophixalus mcdonaldi Zweifel, 1985
- Cophixalus melanops Kraus & Allison, 2009
- Cophixalus misimae Richards & Oliver, 2007
- Cophixalus monosyllabus Günther, 2010
- Cophixalus montanus (Boettger, 1895)
- Cophixalus monticola Richards, Dennis, Trenerry & Werren, 1994
- Cophixalus neglectus Zweifel, 1962
- Cophixalus nexipus Kraus, 2012
- Cophixalus nubicola Zweifel, 1962
- Cophixalus ornatus (Fry, 1912)
- Cophixalus pakayakulangun Hoskin & Aland, 2011
- Cophixalus parkeri Loveridge, 1948
- Cophixalus peninsularis Zweifel, 1985
- Cophixalus petrophilus Hoskin, 2013
- Cophixalus phaeobalius Kraus & Allison, 2009
- Cophixalus pictus Kraus, 2012
- Cophixalus pipilans Zweifel, 1980
- Cophixalus pulchellus Kraus & Allison, 2000
- Cophixalus rajampatensis Günther, Richards, Tjaturadi & Krey, 2015
- Cophixalus riparius Zweifel, 1962
- Cophixalus salawatiensis Günther, Richards, Tjaturadi & Krey, 2015
- Cophixalus saxatilis Zweifel & Parker, 1977
- Cophixalus shellyi Zweifel, 1956
- Cophixalus sphagnicola Zweifel & Allison, 1982
- Cophixalus tagulensis Zweifel, 1963
- Cophixalus tenuidactylus Günther & Richards, 2012
- Cophixalus tetzlaffi Günther, 2003
- Cophixalus timidus Kraus & Allison, 2006
- Cophixalus tomaiodactylus Kraus & Allison, 2009
- Cophixalus tridactylus Günther, 2006
- Cophixalus variabilis Kraus & Allison, 2006
- Cophixalus verecundus Zweifel & Parker, 1989
- Cophixalus verrucosus (Boulenger, 1898)
- Cophixalus viridis Günther, Richards & Dahl, 2014
- Cophixalus wempi Richards & Oliver, 2010
- Cophixalus zweifeli Davies & McDonald, 1998

## Taxinomie
Le genre Phrynixalus a été placé en synonymie avec Cophixalus par Parker en 1934.

## Publication originale
- Boettger, 1892 : Katalog der Batrachier-Sammlung im Museum der Senckenbergischen Naturforschenden Gesellshaft in Frankfurt am Main. Frankfurt am Main, Gebrüder Knauer, p. 1-73 (texte intégral).